# Фенициди
Фенициди су метеорски рој, кога су први приметили посматрачи на Новом Зеланду, Аустралији, на Индијском океану и Јужној Африци за време појаве метеорског роја од око 100 метеора на сат, који се десио током децембра 1956. године. Као и други метеорски ројеви Фенициди су добили име по месту њиховог настанка, који је у сазвежђу Феникс. Активни су од 29. новембра до 9. децембра, са врхунцем око 5 / 6. децембра сваке године, а виде се само са јужне хемисфере.